# Hurtumpascual
Hurtumpascual es un municipio de España perteneciente a la provincia de Ávila, en la comunidad autónoma de Castilla y León. En 2024 contaba con una población de 42 habitantes.

## Geografía
La localidad está situada a una altitud de 1170 m s. n. m. En la población confluye el arroyo Mataburros en el río Navazamplón, que es atravesado por la Cañada Real Soriana Occidental
| Noroeste: Gallegos de Sobrinos | Norte: Gallegos de Sobrinos | Noreste: Gallegos de Sobrinos            |
| Oeste: Gallegos de Sobrinos    |                             | Este: Manjabálago y Ortigosa de Rioalmar |
| Suroeste: Cabezas del Villar   | Sur: Vadillo de la Sierra   | Sureste: San Juan del Olmo               |

## Demografía
Hurtumpascual cuenta con una población de 42 habitantes (INE 2024).
| Gráfica de evolución demográfica de Hurtumpascual entre 1842 y 2021 |
| |
| Población de derecho según los censos de población del INE. Población de hecho según los censos de población del INE.En este censo se denominaba Hortumpascual y Gamonal: 1842. En este censo se denominaba Hurtumpascual u Hortumpascual: 1860. |